# Ситария (дем Пеония)
Вижте пояснителната страница за други значения на Ситария.
Ситария (на гръцки: Σιταριά) е село в Република Гърция, дем Пеония в област Централна Македония. Селото има население от 148 души според преброяването от 2001 година.

## География
Селото се намира югоизточно от град Ругуновец (Поликастро) в Солунското поле.

## История
Селото е основано през 1930-те години заедно с Неа Кавала от емигранти от Кавала на мястото, освободено при пресушаването на Аматовското езеро. До 1940 година носи името Неа Кавала 62.